# Протести на Косову и Метохији 2015.
Почетком јануара 2015. на Косову и Метохији је почео низ антивладиних протеста након изјаве Александра Јаблановића, политичара, народног посланика и министра за заједнице и повратак Републике Косово.
Група грађана позната као Позив мајки, чији су чланови углавном мајке албанских жртава рата на Косову и Метохији, протестовала је испред Манастира Успења Пресвете Богородице у Ђаковици пре Божића, како би блокирала српским цивилима да уђу, због одбијања Србије да се извини за жртве рата. Касније тог дана, Александар Јаблановић је назвао ову групу „дивљацима” јер је каменовала и блокирала пут аутобусима који су расељене Србе возили на црквену литургију у Ђаковици. Велика већина албанских грађана Космета нашла се увређена, укључујући и опозицију која је одмах затражила оставку Јаблановића. Протести након његове изјаве почели су у Ђаковици и наставили су се до 17. јануара, када се око 10.000 људи окупило у центру града. Демонстрације су се убрзо прошириле на Пећ, Дечане, као и Гњилане, а потом и остатак Космета. Јаблановић се 19. јануара званично извинио због своје изјаве.
Дана 24. и 27. јануара 2015. одржани су протести у Приштини, где је око 50.000 људи изашло на улице захтевајући оставку Јаблановића и повратак рудника Трепча на статус државног предузећа Републике Косово. Међутим, протести су прерасли у насилне сукобе са полицијом. Касније су проглашени за најгоре немире од 2008. године.
Премијер Републике Косово Иса Мустафа је 3. фебруара 2015. саопштио да Александар Јаблановић више неће бити део Владе, што је касније потврдила и Јаблановићева странка Српска листа. Оставку су поздравили опозиција и други грађани, али је наишла на критике Владе Републике Србије.

## Позадина
Пре протеста и формирања нове владе 9. децембра 2014. године, негодовање и антивладине активности су већ биле присутне. Најмање 20.000 људи са Космета, у великој већини били млади, одмах је покушало да илегално емигрира у Европску унију, преко Србије и Мађарске, због високе стопе незапослености.

### Незапосленост и илегална емиграција
Према извештају Агенције за статистику Републике Косово из 2014. године, стопа незапослености је била 30%, од чега је незапосленост особа од 15 до 24 године била 55,9%. Због великог броја незапослених и сиромаштва, око 50% емиграната чинили су млади од 15 до 24 године, који су путем илегалне емиграције тражили бољи живот у Европској унији. Већина њих би ушла у Србију, а затим би илегално прешла у Мађарску. Ситуација је привукла велику пажњу, а већина грађана би кривила Владу због неуспеха да спречи емиграцију и смањи стопу незапослености. Председница Републике Косово Атифете Јахјага и други владини званичници изразили су забринутост.

### Статус Трепче
Влада Републике Косово је 14. јануара 2015. године представила Скупштини предлог Закона о враћању рудника Трепче на статус државног предузећа Републике Косово. Захтев је одбијен, због претњи Владе Републике Србије, мада је Влада Републике Косово демантовала интервенцију Србије, образлажући одлуку да ће сличан потез оставити хиљаде људи без посла, те најавила да ће ускоро вратити руднике у систем Републике Косово.
Грађани и опозиција Републике Косово критиковали су овај потез Владе, рекавши да се тиме наноси штета суверенитету Републике Косово. На наредним заседањима Скупштине, опозиција је поново изразила негодовање због претходне одлуке, а већина опозиционих званичника је или напуштала Скупштину, или претила Влади.
Амбасадор Уједињеног Краљевства у Републици Косово Ијан Клиф рекао је да је „Трепча власништво Републике Косово”, јер се налази на њеној територији и стога треба да буде део ње. Такође је изразио став да је против тога да се Трепча стави као тема у преговорима Београда и Приштине јер је то питање Републике Косово.

### Јануарски протести
Опозиционе странке Самоопредељење, Алијанса за будућност Косова, Социјалдемократска иницијатива и Алијанса новог Косова, између осталих, захтевале су оставку Јаблановића и повратак Трепче на статус државног предузећа Републике Косово. Позвали су на први протест на републичком нивоу 24. јануара 2015. године, где су хиљаде демонстраната изашле на улице, уз паролу „Јаблановић напоље! Трепча је наша!” (алб. Jabllanoviq jashtë! Trepça është e jona!). Седиште Владе је тада оштећено. Председница Републике Косово Атифете Јахјага је осудила вандализме.
Други протест на републичком нивоу одржан је 27. јануара на Тргу Мајке Терезе у Приштини. Почела је као тиха и мирна демонстрација са истим захтевима и паролом као и први протест. Међутим, постало је веома насилно када су се демонстранти сукобили са Полицијом Косова. Тада је ухапшен градоначелник Приштине Шпенд Ахмети, који је убрзо ослобођен, али и други политичари. Премијер Иса Мустафа и министар иностраних послова и заменик премијера Хашим Тачи осудили су протесте и насиље. Десетине демонстраната је повређено, а касније је потврђено да је Полиција Косова употребила сузавац.